# Hybomitra tamujosoi
Hybomitra tamujosoi är en tvåvingeart som beskrevs av Schacht och Portillo 1982. Hybomitra tamujosoi ingår i släktet Hybomitra och familjen bromsar.
Artens utbredningsområde är Spanien. Inga underarter finns listade i Catalogue of Life.